# Apeadero de Col·legi El Vedat
Col·legi El Vedat es un apeadero de la línea 1 de Metrovalencia. Se encuentra a las afueras de la urbanización de El Vedat en el Vedado de Torrente (término municipal de Torrente), entre campos de cítricos. FGV tiene un convenio con dicha urbanización al haber un colegio concertado, de ahí la existencia del apeadero.
Los trenes solo paran en este apeadero si hay algún viajero esperando en el andén o si alguno de los pasajeros que van en él solicita parada usando los pulsadores del interior del tren. El apeadero dispone de dos vias y dos andenes.
Del 30 de octubre de 2024 al 26 de junio de 2025, a consecuencia de las graves inundaciones acontecidas en la provincia de Valencia, la estación permaneció cerrada. Se habilitaron servicios alternativos de autobuses con parada en las estaciones afectadas.